# 布盧芒廷鎮區 (阿肯色州斯通縣)
布盧芒廷鎮區（英語：Blue Mountain Township）是位於美國阿肯色州斯通縣的一個行政鎮區。

## 地方資料
布盧芒廷鎮區的面積為76.69平方千米，當中陸地面積為76.67平方千米，而水域面積為0.02平方千米。根據2010年美國人口普查的數據，當地共有人口3639人，而人口密度為每平方千米47.45人。